# 柘岱口乡
柘岱口乡，是中华人民共和国浙江省丽水市遂昌县下辖的一个乡镇级行政单位。

## 行政区划
柘岱口乡下辖以下地区：
毛阳村、尹家村、漈下村、柘岱口村和五星村。